# Skansen, Antarktis
Skansen är ett berg i Antarktis. Det ligger i Östantarktis. Norge gör anspråk på området. Toppen på Skansen är 725 meter över havet.
Terrängen runt Skansen är huvudsakligen kuperad, men åt sydost är den platt. Trakten är obefolkad. Det finns inga samhällen i närheten. 